# Nunes do Flamengo
João Batista Nunes de Oliveira, mais conhecido como Nunes do Flamengo ou apenas Nunes (Cedro de São João, 20 de maio de 1954), é um treinador e ex-futebolista brasileiro, que atuou como centroavante do Santa Cruz e do Flamengo nas décadas de 1970 e 1980.
Foi eleito o melhor artilheiro  Copa Libertadores da América de 1981. Nunes foi o autor de dois dos três gols do Flamengo na final da Copa Intercontinental de 1981, contra o Liverpool.

## Carreira
Nascido em Cedro de São João, Sergipe, Nunes mudou-se para o Rio de Janeiro em 1969. Naquele mesmo ano, com 14 anos de idade, ingressou no infantil do Flamengo. Passou cinco anos nas categorias de base do Rubro-Negro. Todavia, quando atingiu a maioridade, foi dispensado pelos dirigentes do clube, que não viram potencial no seu futebol. Sem conseguir tornar-se jogador profissional pelo Flamengo, jogou em times amadores e pequenos como o Internacional da Serra da Carnaíba, na Bahia, indo parar no Confiança, de Sergipe. 
"Ele era muito dedicado e disciplinado, não nos trazia problemas. Não ficava pedindo aumento de salário. Em campo, corria muito pelo time e quase todo jogo fazia gol. E tem um detalhe, o apelido dele no juvenil do Flamengo era "cabelo de fogo", nós que botamos o nome dele de Nunes." Lígia Maynard - Diretora social do Confiança

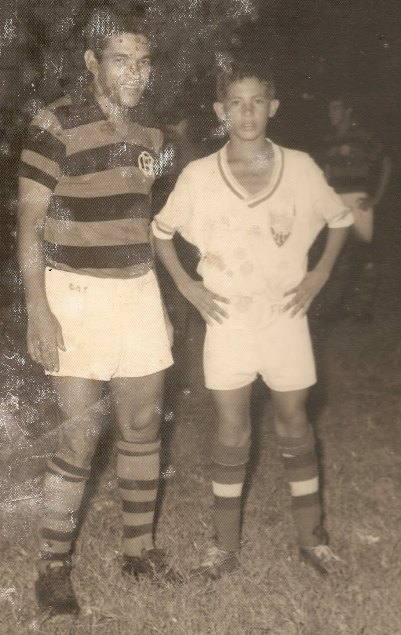
Nunes e Garrincha.

Nunes em pouco tempo já virou ídolo do Dragão do Bairro Industrial vestindo a camisa 9. O atacante não parava de fazer gols e encantar a torcida proletária.

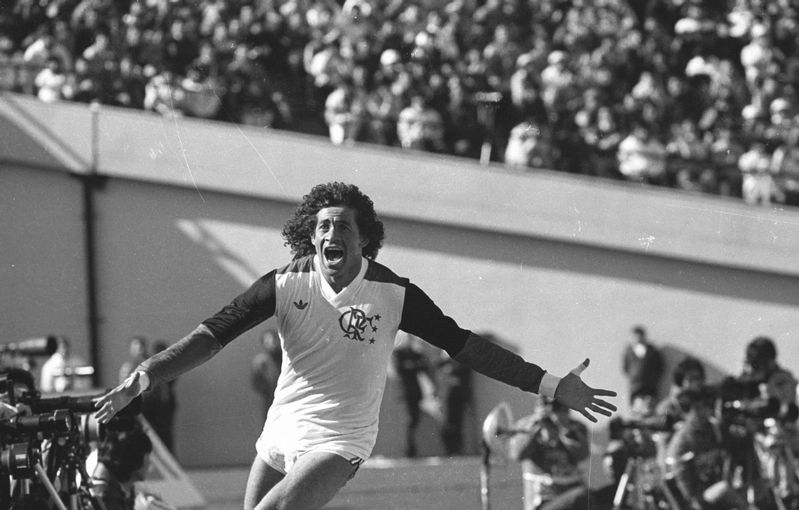
Nunes pelo Flamengo.

Dois anos mais tarde, em 1976, foi contratado pelo Santa Cruz. Brilhou por três anos no futebol pernambucano, onde conquistou os Estaduais de 1976 e 1978.
Pouco tempo depois da Copa de 78, já totalmente recuperado, foi vendido para o Fluminense  por Cr$ 9 milhões na época maior venda de um clube do Nordeste. Tempos depois, Nunes conseguiu realizar seu antigo sonho de vestir a camisa rubro-negra como profissional. Fez parte da geração mais vitoriosa do Flamengo, que entre 1980 e 1983, conquistou três Campeonatos Brasileiros, a Libertadores da América e a Copa Intercontinental. Certamente, não possuía a mesma técnica e habilidade de seus companheiros, contudo, sua raça e oportunismo, também o transformaram em mais um ídolo da torcida flamenguista.
Ganhou o apelido de Artilheiro das Decisões, em virtude de sua impressionante vocação de marcar gols em decisões de campeonatos. Suas vítimas mais ilustres foram o Atlético Mineiro, o Liverpool e o Grêmio, que respectivamente perderam para o Flamengo o Campeonato Brasileiro de 1980, a Copa Intercontinental de 1981 e o Campeonato Brasileiro de 1982, todos com gols de Nunes nas finais.
De 1983 a 1986, o espaço de Nunes no Flamengo foi diminuindo, com isso, o jogador teve de alternar sua vida na Gávea com passagens em outras equipes, como Botafogo, Náutico, Santos e Atlético Mineiro. Em 1988 atuou ainda pelo Volta Redonda com participação em 8 jogos com 1 gol marcado.
Por fim, ficou três anos no Tiburones Acajutla, de El Salvador, retornou ao Flamengo para dois amistosos de despedidas (seu e do Zico), jogou no extinto Flamengo-MG por dois meses (janeiro a fevereiro de 1991 e marcou dois gols) e encerrou a sua carreira no Santa Cruz.

## Seleção Brasileira
Em 1978, Nunes integrou a Seleção Brasileira que se preparava para a Copa do Mundo. Infelizmente, se contundiu durante um treino, ficando de fora da competição. Em 1982 era a primeira opção de Telê Santana após o corte de Careca mas novamente uma contusão o fez ficar de fora da Copa do Mundo.

## Carreira política
Durante a gestão de Lindbergh Farias, à frente da Prefeitura de Nova Iguaçu, Nunes foi nomeado subsecretário de esportes do município. Em 2010, deixa o cargo para se candidatar a deputado estadual pelo PR, mas não consegue se eleger.

## Estatísticas
Até 10 de setembro de 2010.

### Clubes
| Clube              | Temporada         | Campeonato nacional | Campeonato nacional | Campeonato nacional | Copa nacional[a] | Copa nacional[a] | Copa nacional[a] | Competições continentais[b] | Competições continentais[b] | Competições continentais[b] | Outros torneios[c] | Outros torneios[c] | Outros torneios[c] | Total | Total | Total   |
| Clube              | Temporada         | Jogos               | Gols                | Assist.             | Jogos            | Gols             | Assist.          | Jogos                       | Gols                        | Assist.                     | Jogos              | Gols               | Assist.            | Jogos | Gols  | Assist. |
| ------------------ | ----------------- | ------------------- | ------------------- | ------------------- | ---------------- | ---------------- | ---------------- | --------------------------- | --------------------------- | --------------------------- | ------------------ | ------------------ | ------------------ | ----- | ----- | ------- |
| Confiança          | 1974              | 0                   | 0                   | 0                   | —                | —                | —                | —                           | —                           | —                           | 0                  | 0                  | 0                  | 44    | 19    | 0       |
| Confiança          | 1975              | 0                   | 0                   | 0                   | —                | —                | —                | 14                          | 6                           | 1                           | 0                  | 0                  | 1                  | 69    | 48    | 2       |
| Confiança          | Total             | 0                   | 0                   | 0                   | 0                | 0                | 0                | 0                           | 0                           | 0                           | 0                  | 0                  | 0                  | 152   | 79    | 0       |
| Santa Cruz         | 1975              | 0                   | 0                   | 0                   | —                | —                | —                | 0                           | 0                           | 0                           | 0                  | 0                  | 0                  | 43    | 14    | 0       |
| Santa Cruz         | 1976              |                     |                     |                     |                  |                  |                  |                             |                             |                             |                    |                    |                    |       |       |         |
| Santa Cruz         | 1977              |                     |                     |                     |                  |                  |                  |                             |                             |                             |                    |                    |                    |       |       |         |
| Santa Cruz         | Total             | 0                   | 0                   | 0                   | 0                | 0                | 0                | 0                           | 0                           | 0                           | 0                  | 0                  | 0                  | 43    | 14    | 0       |
| Seleção Brasileira | 1978              |                     |                     |                     |                  |                  |                  |                             |                             |                             |                    |                    |                    |       |       |         |
| Seleção Brasileira | Total             |                     |                     |                     |                  |                  |                  |                             |                             |                             |                    |                    |                    |       |       |         |
| Santa Cruz         | 1978              |                     |                     |                     |                  |                  |                  |                             |                             |                             |                    |                    |                    |       |       |         |
| Santa Cruz         | Total             |                     |                     |                     |                  |                  |                  |                             |                             |                             |                    |                    |                    |       |       |         |
| Fluminense         | 1978              | 0                   | 0                   | 0                   | —                | —                | —                | —                           | —                           | —                           | 9                  | 4                  | 0                  | 17    | 4     | 0       |
| Fluminense         | 1979              |                     |                     |                     |                  |                  |                  |                             |                             |                             |                    |                    |                    |       |       |         |
| Fluminense         | Total             | 0                   | 0                   | 0                   | 0                | 0                | 0                | 0                           | 0                           | 0                           | 9                  | 4                  | 0                  | 17    | 4     | 0       |
| Monterrey          | 1980              |                     |                     |                     |                  |                  |                  |                             |                             |                             |                    |                    |                    |       |       |         |
| Monterrey          | Total             |                     |                     |                     |                  |                  |                  |                             |                             |                             |                    |                    |                    |       |       |         |
| Flamengo           | 1980              |                     |                     |                     |                  |                  |                  |                             |                             |                             |                    |                    |                    |       |       |         |
| Flamengo           | Total             | 0                   | 0                   | 0                   | 0                | 0                | 0                |                             |                             |                             |                    |                    |                    |       |       |         |
| Seleção Brasileira | 1980              |                     |                     |                     |                  |                  |                  |                             |                             |                             |                    |                    |                    |       |       |         |
| Seleção Brasileira | Total             |                     |                     |                     |                  |                  |                  |                             |                             |                             |                    |                    |                    |       |       |         |
| Flamengo           | 1981              |                     |                     |                     |                  |                  |                  |                             |                             |                             |                    |                    |                    |       |       |         |
| Flamengo           | 1982              |                     |                     |                     |                  |                  |                  |                             |                             |                             |                    |                    |                    |       |       |         |
| Flamengo           | Total             |                     |                     |                     |                  |                  |                  |                             |                             |                             |                    |                    |                    |       |       |         |
| Botafogo           | 1983              |                     |                     |                     |                  |                  |                  |                             |                             |                             |                    |                    |                    |       |       |         |
| Botafogo           | Total             |                     |                     |                     |                  |                  |                  |                             |                             |                             |                    |                    |                    |       |       |         |
| Flamengo           | 1984              |                     |                     |                     |                  |                  |                  |                             |                             |                             |                    |                    |                    |       |       |         |
| Flamengo           | Total             |                     |                     |                     |                  |                  |                  |                             |                             |                             |                    |                    |                    |       |       |         |
| Náutico            | 1985              |                     |                     |                     |                  |                  |                  |                             |                             |                             |                    |                    |                    |       |       |         |
| Náutico            | Total             |                     |                     |                     |                  |                  |                  |                             |                             |                             |                    |                    |                    |       |       |         |
| Santos             | 1985              |                     |                     |                     |                  |                  |                  |                             |                             |                             |                    |                    |                    |       |       |         |
| Santos             | Total             |                     |                     |                     |                  |                  |                  |                             |                             |                             |                    |                    |                    |       |       |         |
| Atlético MG        | 1986              |                     |                     |                     |                  |                  |                  |                             |                             |                             |                    |                    |                    |       |       |         |
| Atlético MG        | Total             |                     |                     |                     |                  |                  |                  |                             |                             |                             |                    |                    |                    |       |       |         |
| Boa Vista          | 1987              |                     |                     |                     |                  |                  |                  |                             |                             |                             |                    |                    |                    |       |       |         |
| Boa Vista          | Total             |                     |                     |                     |                  |                  |                  |                             |                             |                             |                    |                    |                    |       |       |         |
| Flamengo           | 1987              |                     |                     |                     |                  |                  |                  |                             |                             |                             |                    |                    |                    |       |       |         |
| Flamengo           | Total             |                     |                     |                     |                  |                  |                  |                             |                             |                             |                    |                    |                    |       |       |         |
| Volta Redonda      | 1988              |                     |                     |                     |                  |                  |                  |                             |                             |                             |                    |                    |                    |       |       |         |
| Volta Redonda      | Total             |                     |                     |                     |                  |                  |                  |                             |                             |                             |                    |                    |                    |       |       |         |
| Seleção Brasileira | 1989              | 0                   | 0                   | 0                   | —                | —                | —                | —                           | —                           | —                           | 2                  | 2                  | 0                  | 2     | 2     | 0       |
| Seleção Brasileira | Total             | 0                   | 0                   | 0                   | 0                | 0                | 0                | 0                           | 0                           | 0                           | 2                  | 2                  | 0                  | 2     | 2     | 0       |
| Flamengo           | 1990              |                     |                     |                     |                  |                  |                  |                             |                             |                             |                    |                    |                    |       |       |         |
| Flamengo           | Total             |                     |                     |                     |                  |                  |                  |                             |                             |                             |                    |                    |                    |       |       |         |
| Santa Cruz         | 1991              |                     |                     |                     |                  |                  |                  |                             |                             |                             |                    |                    |                    |       |       |         |
| Santa Cruz         | 1992              |                     |                     |                     |                  |                  |                  |                             |                             |                             |                    |                    |                    |       |       |         |
| Santa Cruz         | 1993              |                     |                     |                     |                  |                  |                  |                             |                             |                             |                    |                    |                    |       |       |         |
| Santa Cruz         | Total             |                     |                     |                     |                  |                  |                  |                             |                             |                             |                    |                    |                    |       |       |         |
| Total na carreira  | Total na carreira | 0                   | 0                   | 0                   | 0                | 0                | 0                | 0                           | 0                           | 0                           | 0                  | 0                  | 0                  | 214   | 99    | 2       |

- a. ^ Jogos da Copa do Brasil
- b. ^ Jogos da Copa Libertadores da América
- c. ^ Jogos do Campeonato Carioca e Copa Intercontinental

|          | Data                   | Local                                    | Resultado | Adversário        | Gols | Assist. | Competição                           |
| -------- | ---------------------- | ---------------------------------------- | --------- | ----------------- | ---- | ------- | ------------------------------------ |
| Flamengo |                        |                                          |           |                   |      |         |                                      |
|          | 3 de julho de 1981     | Mineirão, Belo Horizonte, Brasil         | 2–2       | Atlético Mineiro  | 1    | 0       | Copa Libertadores da América de 1981 |
|          | 14 de julho de 1981    | Maracanã, Rio de Janeiro, Brasil         | 5–2       | Cerro Porteño     | 2    | 0       | Copa Libertadores da América de 1981 |
|          | 24 de julho de 1981    | Maracanã, Rio de Janeiro, Brasil         | 1–1       | Olimpia           | 0    | 0       | Copa Libertadores da América de 1981 |
|          | 7 de agosto de 1981    | Maracanã, Rio de Janeiro, Brasil         | 2–2       | Atlético Mineiro  | 1    | 0       | Copa Libertadores da América de 1981 |
|          | 11 de agosto de 1981   | Defensores del Chaco, Assunção, Paraguai | 4–2       | Cerro Porteño     | 0    | 1       | Copa Libertadores da América de 1981 |
|          | 14 de agosto de 1981   | Defensores del Chaco, Assunção, Paraguai | 0–0       | Olimpia           | 0    | 0       | Copa Libertadores da América de 1981 |
|          | 21 de agosto de 1981   | Serra Dourada, Goiânia, Brasil           | 0–0       | Atlético Mineiro  | 0    | 0       | Copa Libertadores da América de 1981 |
|          | 15 de setembro de 1981 | Maracanã, Rio de Janeiro, Brasil         | 2–0       | Boca Juniors      | 0    | 1       | Amistoso                             |
|          | 2 de outubro de 1981   | Pascual Guerrero, Cáli, Colômbia         | 1–0       | Deportivo Cali    | 1    | 0       | Copa Libertadores da América de 1981 |
|          | 13 de outubro de 1981  | Félix Capriles, Cochabamba, Bolívia      | 2–1       | Jorge Wilstermann | 0    | 0       | Copa Libertadores da América de 1981 |
|          | 23 de outubro de 1981  | Maracanã, Rio de Janeiro, Brasil         | 3–0       | Deportivo Cali    | 0    | 0       | Copa Libertadores da América de 1981 |
|          | 28 de outubro de 1981  | Maracanã, Rio de Janeiro, Brasil         | 4–1       | Jorge Wilstermann | 1    | 0       | Copa Libertadores da América de 1981 |
|          | 13 de novembro de 1981 | Maracanã, Rio de Janeiro, Brasil         | 2–1       | Cobreloa          | 0    | 0       | Copa Libertadores da América de 1981 |
|          | 20 de novembro de 1981 | Estádio Nacional, Santiago, Chile        | 0–1       | Cobreloa          | 0    | 0       | Copa Libertadores da América de 1981 |
|          | 23 de novembro de 1981 | Estádio Centenário, Montevidéu, Uruguai  | 2–0       | Cobreloa          | 0    | 0       | Copa Libertadores da América de 1981 |
|          | 13 de dezembro de 1981 | Estádio Nacional, Tóquio, Japão          | 3–0       | Liverpool         | 2    | 0       | Copa Europeia/Sul-Americana de 1981  |

### Seleção Brasileira
Abaixo estão listados todos jogos e gols do futebolista pela Seleção Brasileira. Abaixo da tabela, clique em expandir para ver a lista detalhada dos jogos de acordo com a categoria selecionada.
Seleção principal

| Ano   |       |      |         |       |
| Ano   | Jogos | Gols | Assist. | Média |
| ----- | ----- | ---- | ------- | ----- |
| 1978  | 11    | 8    | 0       | 1,13  |
| 1979  | 2     | 1    | 0       | 0,35  |
| 1980  | 2     | 2    | 0       | 0,50  |
| Total | 15    | 11   | 0       | 0,98  |

## Títulos
Santa Cruz[carece de fontes?]
- Campeonato Pernambucano: 1976, 1978

Flamengo[carece de fontes?]
- Copa Intercontinental: 1981
- Copa Libertadores da América: 1981
- Campeonato Brasileiro: 1980, 1982
- Copa União: 1987
- Campeonato Carioca: 1981, 1986

Náutico[carece de fontes?]
- Campeonato Pernambucano: 1985, 1989

Atlético Mineiro[carece de fontes?]
- Campeonato Mineiro: 1986

Seleção Brasileira
- Troféu Coroa do Príncipe: 1978[carece de fontes?]

### Prêmios individuais
- Bola de Prata (Artilheiro): 1981[6]

### Artilharias
Confiança [carece de fontes?]
- Campeonato Sergipano: 1974 (17 gols)

Santa Cruz[carece de fontes?]
- Campeonato Pernambucano: 1977 (23 gols)

Flamengo[carece de fontes?]
- Campeonato Brasileiro: 1981 (16 gols)
- Copa Intercontinental: 1981 (2 gols)

Atlético Mineiro[carece de fontes?]
- Campeonato Mineiro: 1986 (26 gols)